# Resolve (singel Foo Fighters)
Resolve – trzeci singel rockowego zespołu Foo Fighters z ich piątego studyjnego albumu In Your Honor. Do tej piosenki został nakręcony teledysk.

## Lista utworów
- CD1

1. "Resolve"
2. "DOA" (demo)

- CD2

1. "Resolve"
2. "World" (demo)
3. "Born on the Bayou" (Creedence Clearwater Revival cover)
4. "Resolve" (alternate video)

- 7"

1. "Resolve"
2. "World" (demo)

## Miejsce na listach przebojów
| Rok  | Lista                              | Pozycja |
| ---- | ---------------------------------- | ------- |
| 2006 | BBC Radio 1 Chart                  | No. 2   |
| 2006 | Official UK Singles Chart          | No. 32  |
| 2006 | Official New Zealand Singles Chart | No. 39  |
| 2006 | Official Holland Singles Chart     | No. 82  |